# 孫楠
孫 楠（そん なん、スン・ナン、簡体字: 孙 楠、1969年2月18日 - ）は、中華人民共和国遼寧省大連市出身の歌手。小品芸人の買紅妹と結婚していたが、のちに離婚。子供が2人いる。

## 経歴
簡単な経歴は次の通り。
- 1969年2月18日：中国遼寧省大連市に生まれる。
- 1987-89年：北京煤砿文工団に所属。
- 1990-91年：大連歌舞団に所属。
- 1991-1993年：北京にある中央歌舞団に所属。
- 1990年：初のアルバム「弯弯的月亮」を発売。
- 1999年：馮小剛監督作品『不見不散』のエンディング・テーマを歌う。これがきっかけで知名度が上がる。
- 2007年：毎年CCTVで行われる年越し特番の春晩の候補とされていたが、大連の実家に帰ると辞退した[2]。
- 2008年7月：大連市で行われた聖火リレーに5番目の聖火ランナーとして登場した[3]。

## 代表曲
- 不見不散（馮小剛監督作品『不見不散』のエンディング曲。中国語においていは、会うまで帰らないという意味。約束をした際によく使われる）
- I Believe
- 美麗的神話（韓紅とデュエット、映画『THE MYTH/神話』の主題歌。ジャッキー・チェンと金喜善も歌っているが、歌詞などが違う）
- 紅旗飄飄
- 愛在北京（北京オリンピックのテーマソングの一つ）

など

## コンサート
- 1992年10月：「孫楠之夜」（インドネシア 、中国の歌手で初めて海外で個人コンサートを行った）
- 2003年 ：「楠得精彩」（長春、大連、上海）
- 2009年9月7日 ：「不見不散」（老朽化により、取壊しが決定している大連人民体育館での最後のイベント）

など

## その他
- 大連市中山広場近くに、おもに麻辣龍蝦（マーラーロンシャー、ザリガニの四川風辛揚げ）を出す店「不見不散」も経営している。
- しかし鳥肉は食べない。子供のころ、家で飼っていたお気に入りの鶏を食べられてしまい、それ以降鳥肉を食べなくなった。
- 豚肉も食べない。前妻の買紅妹が回族でイスラム教徒だったのため、それにあわせて食べなくなった。離婚した今でも豚肉は食べない。

## 関連人物
- 劉歓
- 那英
- 韓紅

## ソース
1. ↑  百度百科：孫楠 （中国語）
2. ↑  孙楠新年拒绝央视春晚 携美女徒弟回老家过年 - 搜狐音乐 （中国語）
3. ↑  大连火炬手孙楠个人简介-孙楠-奥运行业 - hc360慧聪网 （中国語）